# Metagynuridae
Famille
Les Metagynuridae Balogh, 1943 sont des Acariens Mesostigmata.
Metagynellidae Camin, 1953 en est synonyme. Cette famille contient deux genres et 16 espèces.

## Classification
- Metagynella Berlese, 1919 synonymes Metagynura Balogh, 1943
- Mixturopoda Baker and Monson 2007